# Malé Zajfy
Malé Zajfy je přírodní rezervace na Slovensku v národním parku Slovenský ráj.
Je to údolní niva rozkládající se okolo malého potoka. Rozloha rezervace je 7,24 hektarů. Leží v katastru obce Stratená v okresu Rožňava.
Ochrana byla vyhlášena 1. května 1993 jako státní přírodní rezervace a roku 1995 byl status změněn na přírodní rezervaci. Rezervací prochází naučná stezka z Bílých vod na Havraní skálu.

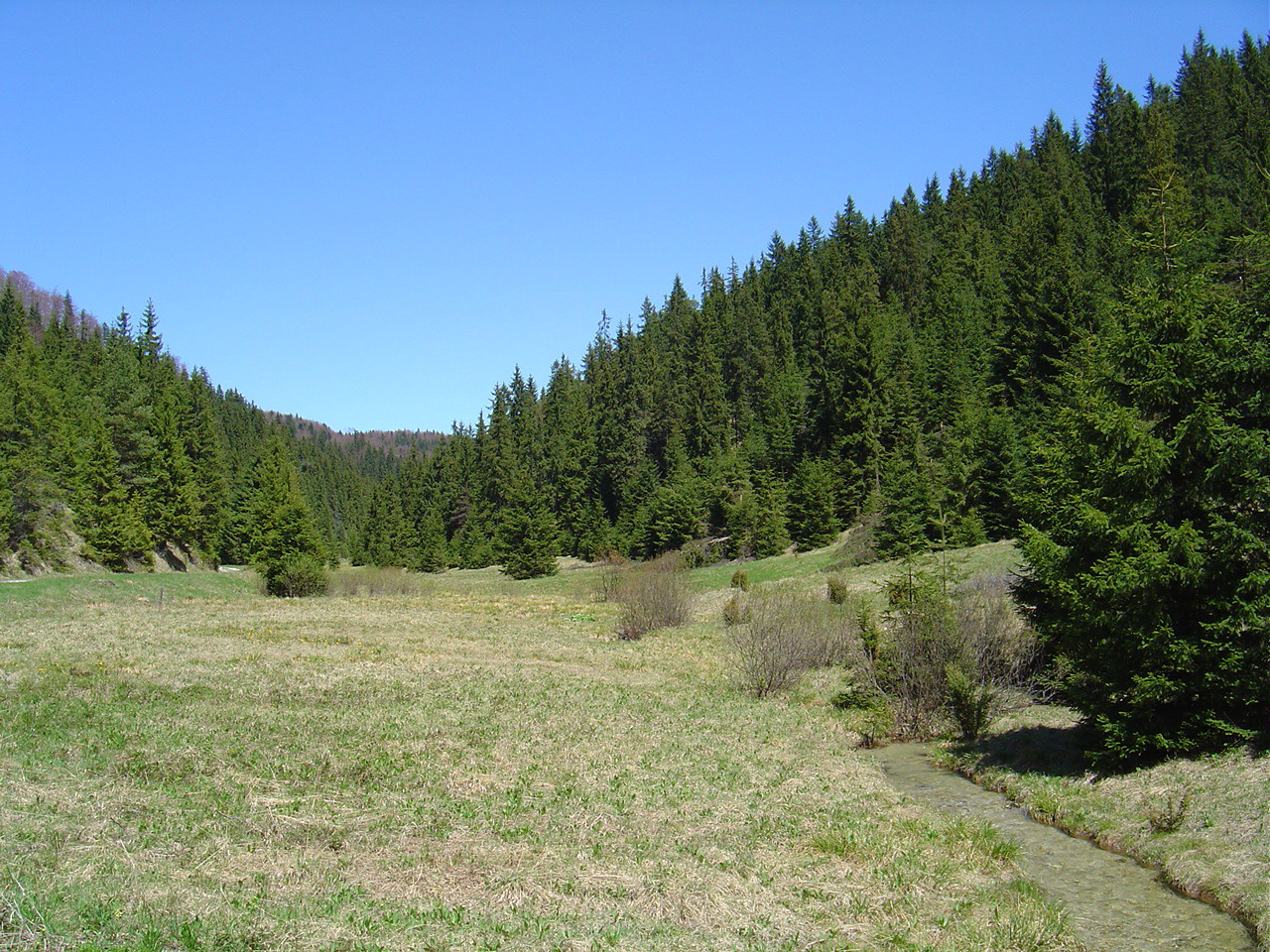
Malé Zajfy, pohled od Gerav

Území je vhodným biotopem pro různé druhy ptáků a obojživelníků. Také se zde zachovala slatinná společenstva rostlin; roste zde například upolín evropský, prvosenka pomoučená, vrba plazivá, tučnice obecná, popelivka sibiřská a další.